# Rose Pompadour

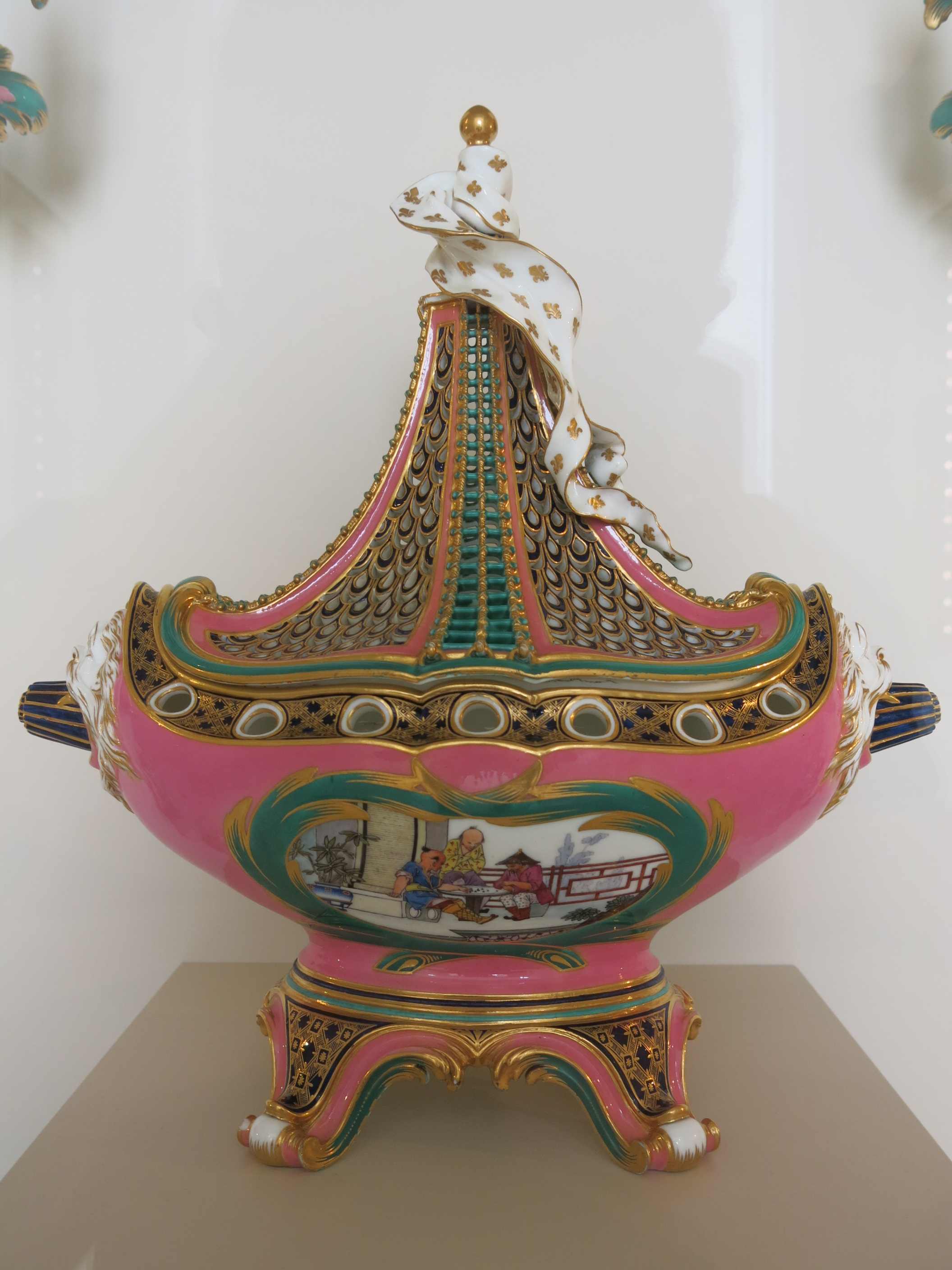
Rose Pompadour sur une porcelaine.

Le rose Pompadour est un nom de couleur de fantaisie désignant une nuance de rose.
Il a été créé par le chimiste Jean Hellot et adapté, en 1757,  par le peintre sur porcelaine liégeois, Philippe Xhrouet. Cette couleur est désignée dans les registres de la manufacture de Sèvres comme « un rose très frais et fort agréable ». Les premières porcelaines de cette couleur vendues, des vases à oreilles, sont achetés par Louis XV, Madame de Pompadour et le Prince de Condé, en 1758. D’abord qualifiée de lilas, la couleur est très vite désignée par le roi « rose Pompadour », du nom de sa favorite 
.
Le personnage de la marquise de Pompadour étant à la mode en 1839, le nom Pompadour sert pour une étoffe de satin brodé qui peut être marron clair ou blanc, puis pour une ombrelle en taffetas rose-pompadour. Il se trouve en 1841 dans la description des couleurs « plus ou moins baroques » de costumes de carnaval. Théophile Gautier reprend la même série de « couleurs plus ou moins anacréoniques » dans la description de maisons madrilènes.

## Autres usages
On trouve le nom commercial Pompadour pour de la peinture couleur lilas d'une marque anglophone.
Il existe aussi une rose Pompadour.
C’est aux couleurs du rose Pompadour que les parterres du Jardin français de Trianon fleurissent chaque année jusqu’en octobre ou novembre .

## Galerie
|                                               |
| Vase comparable au Metropolitan Museum of Art |

|                        |
| Cuvette à compartiment |

|                                               |
| Canapé du salon de compagnie du Petit Trianon |

|                 |
| Applique murale |

|                                               |
| Vases dans la chambre de l'hotel de Chevreuse |